# HTZ–T2G
A HTZ–T2G (cirill betűkkel: ХТЗ–Т2Г) a Harkovi Traktorgyárban (HTZ) tervezett és gyártott, az SZHTZ-NATI-n alapuló gázgenerátoros, általános célú lánctalpas mezőgazdasági vontató. Kb. 16 ezer darabot gyártottak belőle 1938–1941 között.

## Története
Az 1930-as évek második felében kapott utasítást a szovjet vezetéstől a Harkovi Traktorgyár a gázgenerátoros traktorok kifejlesztésére és mihamarabbi gyártására. A HTZ az ott gyártott SZHTZ-NATI lánctalpas traktorhoz kezdetben saját gázgenerátort fejlesztett ki, de ez nem bizonyult megbízhatónak. Ezért a HTZ 1938-ban a NATI-nál kifejlesztett G–19 típusú gázgenerátort választotta, melyet a NATI Sztalinyec 65-ös (SZ–65) gázgenerátoros változatához, az SZG–65-höz készített G–25 gázgenerátorral párhuzamosan hozott létre.
A Szovjetunió Népbiztosok Tanácsa mellett működő gazdasági bizottság 1938. szeptember 16-i utasítása alapján a gázgenerátoros SZG–65-tel és a HTZ–T2G-vel elkezdődtek a tesztek. Ezek alapján mindkét traktor használhatónak bizonyult a mezőgazdaságban, így 1938-ban megkezdődhetett a sorozatgyártás, amely 1941-ig tartott. A tűzveszélyes gázgenerátor miatt azonban a traktort nem lehetett használni gabona-betakarításhoz. Ezért 1939-ben a HTZ módosította a gázgenerátort. A berendezés legmagasabb hőmérsékletű része kiegészítő burkolatot kapott, valamint ellátták szikrafogóval is. Egyúttal a gázgenerátort új, elektromos gyújtási rendszerrel szerelték fel. 
Ezeket a lánctalpas traktorokat elsősorban erdészeteknél, valamint a szénhidrogén alapú üzemanyaggal gyengén ellátott, gyéren lakott keleti és északi régiókban alkalmazták. A HTZ–T2G traktorok fontos szerephez jutottak a második világháborúban is, amikor a használatukkal stratégiai jelentőségű üzemanyagot lehetett megspórolni.
A második világháború után a G–19-n alapult a KT–12 rönkvontatóhoz használt gázgenerátor.

## Műszaki jellemzői
Az 5850 kg össztömegű traktor felépítése, konstrukciója megegyezik az SZHTZ-NATI típussal. Az aprított tűzifával fűtött gázgenerátort a vezetőfülke bal oldalán helyezték el. Motorja a D–2 dízelmotor fagáz üzemű változata, a D–2G volt, amely 33,5 kW maximális teljesítményt adott le. A sebességváltó négy előremeneti, és egy hátrameneti fokozattal rendelkezett. A jármű 8 km/h maximális sebességgel tudott közlekedni.